# Origo (Spiel)
Origo ist ein Brettspiel von Wolfgang Kramer für zwei bis fünf Spieler. Es handelt sich um ein von Karten gesteuertes Brettspiel. Mit Hilfe dieser Karten bewegen die Spieler Figuren auf dem Spielplan. Hierbei haben sie die Wahl zwischen
- Ausbreiten (Einsetzen neuer Spielsteine)
- Angreifen (Ein Feld eines Mitspielers erobern)
- Wandern (Bewegen von eigenen Spielsteinen an Land) und
- Segeln (Bewegen von eigenen Spielsteinen, die sich auf See befinden).

Wer das letzte Feld eines Landes besetzt, gründet dieses und erhält hierfür Siegpunkte. Nach vier, acht und zwölf Gründungen gibt es jeweils noch eine große Wertung, bei der man Punkte für die größten Stämme, die größte Seemacht und die Beherrschung von Ländern bekommt. Die Siegpunkte werden auf einer für den Autor typischen, Siegpunktleiste notiert.
Im Oktober 2007 war es eins der vier Brettspiele, das auf der europäischen Brettspielmeisterschaft gespielt wurde. Im Mai desselben Jahres war es bereits Turnierspiel auf der deutschen Brettspielmeisterschaft.
Origo war bis 2008 auch auf der Brettspielwelt spielbar. Es ist eins von sechs Spielen, die wieder entfernt wurden, da die Rechte vom Verlag nicht verlängert wurden.